# Coupe du monde cycliste féminine de Montréal 2001
La 4e édition de la Coupe du monde cycliste féminine de Montréal a lieu le 2 juin 2001. C'est la cinquième épreuve de la Coupe du monde. Elle est remportée par la Canadienne Geneviève Jeanson.

## Équipes
| Équipes féminines professionnelles (5)- Acca Due O-Lorena Camicie - Carpe Diem-Itera - Ondernemers van Nature - Saturn - Vlaanderen-T Interim Ladies Équipes nationales (3)- Canada - France - Grande-Bretagne Équipe féminines amateur (6)- Andre Lalonde Sports - Équipe mixte 1 - Intersport Inc - Jane Cosmetics - Rona - Santa Cruz Spokesman |
| |

## Parcours
L'ascension du Mont Royal est la principale difficulté du parcours dont le tour fait 8,3 km. Il est parcouru douze fois.

## Favorites
Les favorites sont : la leader de la Coupe du monde Anna Millward, sa coéquipière Lyne Bessette, Mirjam Melchers, Susanne Ljungskog, Jeannie Longo ainsi que Ceris Gilfillan.

## Récit de la course
La météo est froide et pluvieuse. Manon Jutras, coéquipière de Jeanson, attaque à plusieurs reprises. Lors de la troisième montée, Geneviève Jeanson passe à l'offensive. Mirjam Melchers, Lyne Bessette et Susanne Ljungskog forment un groupe de poursuite. La Canadienne creuse l'écart. Derrière, les favorites se regroupent, mais Bessette et Ljungskog sortent dans le final. Jeanson s'impose avec plus de sept minutes d'avance. Ljungskog prend la seconde place,.

## Classements

### Classement final
| \| Classement général \| Classement général \| Classement général \| Classement général \| Classement général \| \| Coureuse \| Coureuse \| Pays \| Équipe \| Temps \| \| ------------------ \| ------------------ \| ------------------ \| ------------------------- \| ------------------ \| \| 1re \| Geneviève Jeanson \| Canada \| Rona \| 2 h 44 min 45 s \| \| 2e \| Susanne Ljungskog \| Suède \| Vlaanderen-T Interim \| + 7 min 26 s \| \| 3e \| Lyne Bessette \| Canada \| Saturn \| + 7 min 26 s \| \| 4e \| Mirjam Melchers \| Pays-Bas \| Acca Due O-Lorena Camicie \| + 8 min 25 s \| \| 5e \| Ceris Gilfillan \| Royaume-Uni \| Grande-Bretagne \| + 8 min 25 s \| \| 6e \| Jeannie Longo \| France \| France \| + 8 min 25 s \| \| 7e \| Cindy Pieters \| Belgique \| Vlaanderen-T Interim \| + 8 min 33 s \| \| 8e \| Anna Millward \| Australie \| Saturn \| + 9 min 23 s \| \| 9e \| Kimberly Bruckner \| États-Unis \| Saturn \| + 10 min 35 s \| \| 10e \| Yvonne McGregor \| Royaume-Uni \| Grande-Bretagne \| + 13 min 07 s \| |                   |             |                           |                 |
| |                   |             |                           |                 |
| |                   |             |                           |                 |
| Classement général |                   |             |                           |                 |
| Coureuse | Coureuse          | Pays        | Équipe                    | Temps           |
| 1re | Geneviève Jeanson | Canada      | Rona                      | 2 h 44 min 45 s |
| 2e | Susanne Ljungskog | Suède       | Vlaanderen-T Interim      | + 7 min 26 s    |
| 3e | Lyne Bessette     | Canada      | Saturn                    | + 7 min 26 s    |
| 4e | Mirjam Melchers   | Pays-Bas    | Acca Due O-Lorena Camicie | + 8 min 25 s    |
| 5e | Ceris Gilfillan   | Royaume-Uni | Grande-Bretagne           | + 8 min 25 s    |
| 6e | Jeannie Longo     | France      | France                    | + 8 min 25 s    |
| 7e | Cindy Pieters     | Belgique    | Vlaanderen-T Interim      | + 8 min 33 s    |
| 8e | Anna Millward     | Australie   | Saturn                    | + 9 min 23 s    |
| 9e | Kimberly Bruckner | États-Unis  | Saturn                    | + 10 min 35 s   |
| 10e | Yvonne McGregor   | Royaume-Uni | Grande-Bretagne           | + 13 min 07 s   |

## Liste des participantes
| Légende | Légende                                                                                       | Légende | Légende                                                    |
| ------- | --------------------------------------------------------------------------------------------- | ------- | ---------------------------------------------------------- |
| Num     | Dossard de départ porté par le coureur sur cette Coupe du monde cycliste féminine de Montréal | Pos     | Position à l'arrivée de la course                          |
|         | Indique un maillot de champion national ou mondial, suivi de sa spécialité                    | NP      | Indique un coureur qui n'a pas pris le départ de la course |
| AB      | Indique un coureur qui n'a pas terminé la course                                              | HD      | Indique un coureur qui a terminé la course hors des délais |

| Saturn SAT | Saturn SAT              | Saturn SAT |
| ---------- | ----------------------- | ---------- |
| Num        | Coureuse                | Pos        |
| 1          | Lyne Bessette (CAN)     | 3e         |
| 2          | Kimberly Bruckner (USA) | 9e         |
| 3          | Anke Erlank (RSA)       | HD         |
| 4          | Anna Millward (AUS)     | 8e         |
| 5          | Suzanne Sonye (USA)     | HD         |

| Vlaanderen-T Interim VLA | Vlaanderen-T Interim VLA        | Vlaanderen-T Interim VLA |
| ------------------------ | ------------------------------- | ------------------------ |
| Num                      | Coureuse                        | Pos                      |
| 11                       | Susanne Ljungskog (SWE)         | 2e                       |
| 12                       | Cindy Pieters (BEL)             | 7e                       |
| 13                       | Heidi Van de Vijver (BEL)       | 12e                      |
| 14                       | Debby Mansveld (NED)            | HD                       |
| 15                       | Vanessa Rochelle Cheatley (NZL) | 16e                      |

| Acca Due O-Lorena Camicie ADO | Acca Due O-Lorena Camicie ADO | Acca Due O-Lorena Camicie ADO |
| ----------------------------- | ----------------------------- | ----------------------------- |
| Num                           | Coureuse                      | Pos                           |
| 21                            | Mirjam Melchers (NED)         | 4e                            |
| 22                            | Vera Hohlfeld (GER)           | 17e                           |
| 23                            | Katia Longhin (ITA)           | HD                            |
| 24                            | Arenda Grimberg (NED)         | HD                            |

| Carpe Diem-Itera CDI | Carpe Diem-Itera CDI | Carpe Diem-Itera CDI |
| -------------------- | -------------------- | -------------------- |
| Num                  | Coureuse             | Pos                  |
| 31                   | Kerry Hellmuth (USA) | HD                   |
| 32                   | Sigrid Corneo (ITA)  | HD                   |
| 33                   | Lara Ruthven (USA)   | HD                   |
| 34                   | Marcia Eicher (SUI)  | HD                   |

| Canada CAN | Canada CAN        | Canada CAN |
| ---------- | ----------------- | ---------- |
| Num        | Coureuse          | Pos        |
| 41         | Cybil Di Guistini | 18e        |
| 42         | Clare Hall-Patch  | HD         |

| Rona RON | Rona RON                | Rona RON |
| -------- | ----------------------- | -------- |
| Num      | Coureuse                | Pos      |
| 51       | Geneviève Jeanson (CAN) | 1re      |
| 52       | Manon Jutras (CAN)      | 19e      |
| 53       | Amy Jarvis (CAN)        | HD       |
| 54       | Gabriela González (MEX) | HD       |

| Grande-Bretagne GBR | Grande-Bretagne GBR | Grande-Bretagne GBR |
| ------------------- | ------------------- | ------------------- |
| Num                 | Coureuse            | Pos                 |
| 61                  | Ceris Gilfillan     | 5e                  |
| 62                  | Yvonne McGregor     | 10e                 |
| 63                  | Sara Symington      | 11e                 |
| 64                  | Melanie Sears       | HD                  |
| 65                  | Rachel Heal         | HD                  |

| France FRA | France FRA             | France FRA |
| ---------- | ---------------------- | ---------- |
| Num        | Coureuse               | Pos        |
| 71         | Jeannie Longo          | 6e         |
| 72         | Sophie Creux           | 13e        |
| 73         | Sandrine Marcuz-Moreau | 21e        |
| 74         | Karine Dalmais         | HD         |
| 75         | Sonia Huguet           | HD         |

| Jane Cosmetics ___ | Jane Cosmetics ___     | Jane Cosmetics ___ |
| ------------------ | ---------------------- | ------------------ |
| Num                | Coureuse               | Pos                |
| 81                 | Rhonda Quick (USA)     | 14e                |
| 82                 | Jennifer Eyerman (USA) | HD                 |

| Intersport Inc ___ | Intersport Inc ___     | Intersport Inc ___ |
| ------------------ | ---------------------- | ------------------ |
| Num                | Coureuse               | Pos                |
| 91                 | Sandy Espeseth (CAN)   | 15e                |
| 92                 | Jessica Phillips (USA) | HD                 |

| Santa Cruz Spokesman ___ | Santa Cruz Spokesman ___ | Santa Cruz Spokesman ___ |
| ------------------------ | ------------------------ | ------------------------ |
| Num                      | Coureuse                 | Pos                      |
| 101                      | Krystyna Kras (USA)      | HD                       |
| 102                      | Joan Wilson (USA)        | HD                       |
| 103                      | Lauren Smith (RSA)       | HD                       |

| Andre Lalonde Sports ___ | Andre Lalonde Sports ___ | Andre Lalonde Sports ___ |
| ------------------------ | ------------------------ | ------------------------ |
| Num                      | Coureuse                 | Pos                      |
| 111                      | Melanie Dorion (CAN)     | 20e                      |

| Ondernemers van Nature ___ | Ondernemers van Nature ___ | Ondernemers van Nature ___ |
| -------------------------- | -------------------------- | -------------------------- |
| Num                        | Coureuse                   | Pos                        |
| 121                        | Petra Grimbergen (NED)     | HD                         |

| Équipe mixte 1 ___ | Équipe mixte 1 ___   | Équipe mixte 1 ___ |
| ------------------ | -------------------- | ------------------ |
| Num                | Coureuse             | Pos                |
| 131                | Belem Guerrero (MEX) | HD                 |

| Saturn SAT | Saturn SAT              | Saturn SAT |
| ---------- | ----------------------- | ---------- |
| Num        | Coureuse                | Pos        |
| 1          | Lyne Bessette (CAN)     | 3e         |
| 2          | Kimberly Bruckner (USA) | 9e         |
| 3          | Anke Erlank (RSA)       | HD         |
| 4          | Anna Millward (AUS)     | 8e         |
| 5          | Suzanne Sonye (USA)     | HD         |

| Vlaanderen-T Interim VLA | Vlaanderen-T Interim VLA        | Vlaanderen-T Interim VLA |
| ------------------------ | ------------------------------- | ------------------------ |
| Num                      | Coureuse                        | Pos                      |
| 11                       | Susanne Ljungskog (SWE)         | 2e                       |
| 12                       | Cindy Pieters (BEL)             | 7e                       |
| 13                       | Heidi Van de Vijver (BEL)       | 12e                      |
| 14                       | Debby Mansveld (NED)            | HD                       |
| 15                       | Vanessa Rochelle Cheatley (NZL) | 16e                      |

| Acca Due O-Lorena Camicie ADO | Acca Due O-Lorena Camicie ADO | Acca Due O-Lorena Camicie ADO |
| ----------------------------- | ----------------------------- | ----------------------------- |
| Num                           | Coureuse                      | Pos                           |
| 21                            | Mirjam Melchers (NED)         | 4e                            |
| 22                            | Vera Hohlfeld (GER)           | 17e                           |
| 23                            | Katia Longhin (ITA)           | HD                            |
| 24                            | Arenda Grimberg (NED)         | HD                            |

| Carpe Diem-Itera CDI | Carpe Diem-Itera CDI | Carpe Diem-Itera CDI |
| -------------------- | -------------------- | -------------------- |
| Num                  | Coureuse             | Pos                  |
| 31                   | Kerry Hellmuth (USA) | HD                   |
| 32                   | Sigrid Corneo (ITA)  | HD                   |
| 33                   | Lara Ruthven (USA)   | HD                   |
| 34                   | Marcia Eicher (SUI)  | HD                   |

| Canada CAN | Canada CAN        | Canada CAN |
| ---------- | ----------------- | ---------- |
| Num        | Coureuse          | Pos        |
| 41         | Cybil Di Guistini | 18e        |
| 42         | Clare Hall-Patch  | HD         |

| Rona RON | Rona RON                | Rona RON |
| -------- | ----------------------- | -------- |
| Num      | Coureuse                | Pos      |
| 51       | Geneviève Jeanson (CAN) | 1re      |
| 52       | Manon Jutras (CAN)      | 19e      |
| 53       | Amy Jarvis (CAN)        | HD       |
| 54       | Gabriela González (MEX) | HD       |

| Grande-Bretagne GBR | Grande-Bretagne GBR | Grande-Bretagne GBR |
| ------------------- | ------------------- | ------------------- |
| Num                 | Coureuse            | Pos                 |
| 61                  | Ceris Gilfillan     | 5e                  |
| 62                  | Yvonne McGregor     | 10e                 |
| 63                  | Sara Symington      | 11e                 |
| 64                  | Melanie Sears       | HD                  |
| 65                  | Rachel Heal         | HD                  |

| France FRA | France FRA             | France FRA |
| ---------- | ---------------------- | ---------- |
| Num        | Coureuse               | Pos        |
| 71         | Jeannie Longo          | 6e         |
| 72         | Sophie Creux           | 13e        |
| 73         | Sandrine Marcuz-Moreau | 21e        |
| 74         | Karine Dalmais         | HD         |
| 75         | Sonia Huguet           | HD         |

| Jane Cosmetics ___ | Jane Cosmetics ___     | Jane Cosmetics ___ |
| ------------------ | ---------------------- | ------------------ |
| Num                | Coureuse               | Pos                |
| 81                 | Rhonda Quick (USA)     | 14e                |
| 82                 | Jennifer Eyerman (USA) | HD                 |

| Intersport Inc ___ | Intersport Inc ___     | Intersport Inc ___ |
| ------------------ | ---------------------- | ------------------ |
| Num                | Coureuse               | Pos                |
| 91                 | Sandy Espeseth (CAN)   | 15e                |
| 92                 | Jessica Phillips (USA) | HD                 |

| Santa Cruz Spokesman ___ | Santa Cruz Spokesman ___ | Santa Cruz Spokesman ___ |
| ------------------------ | ------------------------ | ------------------------ |
| Num                      | Coureuse                 | Pos                      |
| 101                      | Krystyna Kras (USA)      | HD                       |
| 102                      | Joan Wilson (USA)        | HD                       |
| 103                      | Lauren Smith (RSA)       | HD                       |

| Andre Lalonde Sports ___ | Andre Lalonde Sports ___ | Andre Lalonde Sports ___ |
| ------------------------ | ------------------------ | ------------------------ |
| Num                      | Coureuse                 | Pos                      |
| 111                      | Melanie Dorion (CAN)     | 20e                      |

| Ondernemers van Nature ___ | Ondernemers van Nature ___ | Ondernemers van Nature ___ |
| -------------------------- | -------------------------- | -------------------------- |
| Num                        | Coureuse                   | Pos                        |
| 121                        | Petra Grimbergen (NED)     | HD                         |

| Équipe mixte 1 ___ | Équipe mixte 1 ___   | Équipe mixte 1 ___ |
| ------------------ | -------------------- | ------------------ |
| Num                | Coureuse             | Pos                |
| 131                | Belem Guerrero (MEX) | HD                 |

Les dossards sont inconnus. Les partantes qui ont abandonné, ne sont pas connues.